# Manprit Sarkaria
Manprit Sarkaria (Viena, 26 de agosto de 1986) es un futbolista austriaco que juega en la demarcación de extremo para el FK Austria Viena de la Bundesliga.

## Selección nacional
Hizo su debut con la selección de fútbol de Austria el 13 de octubre de 2023 en un partido de clasificación para la Eurocopa 2024 contra Bélgica que finalizó con un resultado de 2-3 a favor del combinado belga tras los goles de Romelu Lukaku y un doblete de Dodi Lukébakio para Bélgica, y de Konrad Laimer y Marcel Sabitzer para Austria.

## Clubes
| Club                     | País    | Año       | Partidos | Goles |
| ------------------------ | ------- | --------- | -------- | ----- |
| FK Austria Viena II      | Austria | 2014-2019 | 109      | 29    |
| FK Austria Viena         | Austria | 2017-2021 | 78       | 14    |
| SK Sturm Graz            | Austria | 2021-2025 | 112      | 37    |
| Shenzhen Peng City F. C. | China   | 2025      | 15       | 2     |
| FK Austria Viena         | Austria | 2025-     |          |       |

## Palmarés

### Campeonatos nacionales
| Título          | Club             | País    | Año  |
| --------------- | ---------------- | ------- | ---- |
| Copa de Austria | S. K. Sturm Graz | Austria | 2023 |
| Copa de Austria | S. K. Sturm Graz | Austria | 2024 |
| Bundesliga      | S. K. Sturm Graz | Austria | 2024 |